# محمد العوني
محمد بن عبد الله العوني واحد من الشعراء الذين برزوا في الشعر النبطي في القرن الرابع عشر الهجري، وأحد الذين عاصروا بعض الأحداث التاريخية. ولد في مدينة الربيعية شرق منطقة القصيم بالمملكة العربية السعودية.

## نشأته
ولد في الربيعية شرق بريدة الواقعة في القصيم سنة 1275هـ، التحق بأحد مدارس الكتاتيب، وتعلم فيها مبادئ القراءة والكتابة بصحبة أبناء المهنا، ثم انتقل إلى بريدة بصحبة والده الذي كان يعمل بناء للمساجد والبيوت، ولما بلغ عمر الثامنة عشر زار أخواله في الكويت، ثم عاد إلى القصيم، وقد توفي سنة 1343هـ بالغاً من العمر الثامنة والستين، وتربى مع أبناء أسرة آل مهنا أبا الخيل أمراء القصيم في ذلك الوقت، وكان من اقرب الناس له محمد بن عبد الله آل مهنا أبا الخيل آخر أمراء القصيم من أسرة آل مهنا أبا الخيل، وظل معه إلى ان انتصر الملك عبد العزيز على محمد العبد الله آل مهنا أبا الخيل في معركة الطرفية عام 1325هـ، وكان قبل ذلك الأمير محمد بن عبد الله بن علي الرشيد استولى على نجد، وكانت بريدة عاصمة القصيم، والقصيم محور الدائرة لتلك الحروب، لقد شهد العوني وقعة المليداء سنة (1308هـ) مع رجال القصيم وشبابه، وفقد أعز أصدقائه عبد العزيز بن عبد الله المهنا، وفي وقعة البكيرية وموقعة الشنانة ومعركة روضة مهنا، وتخلل هاتين الوقعتين مئات من الوقائع شهدها العوني وشارك في كثير منها بشعره، وبعد سقوط حائل وأخذ أسرة آل رشيد إلى الرياض ومعهم محمد العوني، تم سجن محمد العوني في منطقة الأحساء وظل في السجن حتى مات، ومن قصائده المشهورة «الخلوج» و«التوبة» التي قالها في السجن قبل وفاته. 
في عام1326هـ كان العوني من مستشاري الأمير سعود الرشيد المقربين، وظل عند الأمير سعود، ثم شارك في جميع معاركه التي خاضها، ومن أهم تلك المعارك: معركة جراب ومعركة الجوف، وفي هذه المعركة الأخيرة كان له دور كبير، وقال قصائد كثيرة، ومنها قصيدته التي على لسان الأمير سعود، واستنهض بها قبيلة شمر.
أما زواج العوني فقد تزوج من بريدة، كما تزوج في مدينة الزبير، ثم تزوج أيضاً بامرأة، من أسرة ذات مكانة رفيعة بمنطقة حائل، تُدعى منيرة ابنة عثمان بن ليلى وهي ابنة عم رشيد باشا بن ليلى وكيل الأمير ابن رشيد في إسطنبول الذي منحه الأتراك لقب (باشا).

## نماذج من شعره
- للشاعر الكثير من القصائد منها:

## انظر أيضًَا
- محسن الهزاني
- خلف بن هذال

## وصلات خارجية
- الشاعر محمد العوني.. تاريخ جيل وحياة رجل.
- أوجه التشابه والالتقاء بين المتنبي والعوني في أشعارهما وطموحهما.